# لويز فيتش
لويز فيتش (بالإنجليزية: Louise Fitch)‏ هي ممثلة أمريكية، ولدت في 18 أكتوبر 1914 في أوماها في الولايات المتحدة، وتوفيت في 11 سبتمبر 1996 في فينسيا في الولايات المتحدة.